# Laufwellenreaktor
Ein Laufwellenreaktor (englisch traveling-wave reactor, TWR) ist ein theoretisches Konzept eines Kernreaktortyps, der Brutmaterial in spaltbares Material umwandelt (Erbrütung). Der TWR unterscheidet sich vom schnellen Brüter dadurch, dass er mit wenig oder gar keinem angereicherten Uran auskommt. Stattdessen verwendet er abgereichertes Uran, Natururan, Thorium oder abgebrannte Brennelemente aus Leichtwasserreaktoren (LWR) sowie Kombinationen aus vorgenannten Stoffen. Der Name leitet sich daraus ab, dass die Kernspaltung nicht im gesamten Reaktor stattfindet, sondern nur in einer bestimmten Zone des Reaktors, welche sich mit der Zeit durch den Kern ausbreitet.

Numerische Simulation eines Laufwellenreaktors, Rot ^{238}U, Grün ^{239}Pu, Blau Neutronendichte

## Geschichte
Die Idee eines Laufwellenreaktors stammt aus den 1950er Jahren und wurde seitdem immer wieder aufgegriffen und weiterentwickelt. Dieses Konzept eines Reaktors, der seinen eigenen Brennstoff erbrütet und gleich selbst verbraucht, wurde erstmals 1958 von Saveli Feinberg erforscht. Feinberg sprach dabei vom Prinzip breed-and-burn (zu Deutsch erbrüten und verbrennen). Es wurde 1979 von Michael Driscoll, 1988 von Lev Feoktistov, 1995 von Edward Teller & Lowell Wood, 2000 von Hugo van Dam, 2001 von Hiroshi Sekimoto konzipiert und wird seit 2006 von Bill Gates’ TerraPower verfolgt.

## Reaktorphysik
Artikel und Präsentationen zum TerraPower TWR beschreiben einen dem Schwimmbadreaktor ähnlichen Reaktor, der mit flüssigem Natrium gekühlt wird. Der Reaktor wird hauptsächlich mit abgereichertem Uran betrieben, benötigt aber eine geringe Menge von angereichertem Uran oder anderer spaltbarer Stoffe, um die Kernspaltung einzuleiten. Einige der schnellen Neutronen, die bei der Kernspaltung erzeugt werden, wandeln das benachbarte Brutmaterial (z. B. nicht spaltbares abgereichertes Uran) durch Neutroneneinfang in Plutonium um:
{\displaystyle \mathrm {^{238}_{\ 92}U\ +\ _{0}^{1}n\ \longrightarrow \ _{\ 92}^{239}U\ {\xrightarrow[{23,5\ min}]{\beta ^{-}}}\ _{\ 93}^{239}Np\ {\xrightarrow[{2,3565\ d}]{\beta ^{-}}}\ _{\ 94}^{239}Pu} }
Zu Anfang wird der Kern mit Brutmaterial befüllt. An einem Ende des Reaktorkerns wird eine geringe Menge von Spaltmaterial hinzugefügt. Wenn der Reaktor in Betrieb ist, können in seinem Kern nach einiger Zeit vier Zonen unterschieden werden:
- Die „frische“ Zone, welche das unverbrauchte Brutmaterial enthält.
- Die Brutzone, in der durch Neutroneneinfang neues spaltbares Material entsteht.
- Die Spaltungszone, in der die Kernspaltung stattfindet.
- Die „verbrauchte“ Zone, welche Spaltprodukte sowie noch unverbrauchten (erbrüteten) Brennstoff enthält.

Die energieerzeugende Spaltungszone wandert mit der Zeit durch den Kern. Dabei wird das Brutmaterial auf der einen Seite verbraucht und auf der anderen Seite werden Spaltprodukte und unverbrauchter Brennstoff zurückgelassen. Die Wärme, die bei der Spaltung und der Brutreaktion entsteht, wird in einer herkömmlichen Dampfturbinen-Generator-Kombination in elektrische Energie umgewandelt.

## Brennstoff
Anders als herkömmliche Reaktoren können TWRs beim Bau mit genug abgereichertem Uran befüllt werden, um bei voller Leistung für über 60 Jahre oder länger Energie zu liefern. TWRs verbrauchen bezogen auf die elektrische Leistung wesentlich weniger Uran als bisherige Reaktoren, da TWRs den Brennstoff effizienter abbrennen und einen besseren thermischen Wirkungsgrad aufweisen. Der TWR erreicht eine Wiederaufarbeitung im laufenden Betrieb, ohne dass die für andere Brüterarten typische chemische Trennung stattfinden muss. Diese Eigenschaften reduzieren die Brennstoff- und Abfallmengen erheblich und erschweren die Proliferation.
Abgereichertes Uran als Ausgangsbrennstoff ist reichlich verfügbar, da es als Abfallprodukt bei der Anreicherung von Uran anfällt. Die Lagerbestände der Vereinigten Staaten an abgereichertem Uran bestehen gegenwärtig aus ca. 700.000 Tonnen. TerraPower schätzt den Wert der daraus zu generierenden Elektrizität auf 100 Billionen USD. Laut dem Unternehmen könnten TWRs mit dem weltweit gelagerten abgereicherten Uran 80 % der Weltbevölkerung mit einem Pro-Kopf-Stromverbrauch auf dem Niveau eines durchschnittlichen US-Bürgers über ein Jahrtausend lang versorgen. Hinzu kommen noch ca. 4,5 Milliarden Tonnen Uran, welches sich in gelöster Form in Meerwasser befindet.
Prinzipiell könnten TWRs abgebrannte Brennelemente aus LWRs verwenden. Dies ist möglich, da diese verbrauchten Brennelemente hauptsächlich aus abgereichertem Uran bestehen und da die Absorption der schnellen Neutronen des TWR an Spaltprodukten um einige Größenordnungen kleiner ist als die der thermischen Neutronen im LWR.
TWRs sind außerdem im Prinzip in der Lage, ihren eigenen Brennstoff wiederzuverwerten. Das abgebrannte Material aus dem TWR enthält immer noch spaltbares Material. Durch Umformung und Neuverkapselung in neue Pellets kann der Brennstoff ohne chemische Wiederaufarbeitung wieder in TWRs verwendet werden. Damit entfällt die Notwendigkeit der Urananreicherung.

## Mögliche Probleme
Da die Konstruktion des Reaktors noch nicht real umgesetzt wurde, sind einige neue Probleme beim Bau zu lösen, die teilweise ähnlich sind wie bei anderen Brutreaktoren.
- Der Reaktor arbeitet bei ca. 550 °C (ca. 820 K) mit relativ hohen Kerntemperaturen (vgl. Leichtwasserreaktoren arbeiten bei 330 °C). Dadurch verkürzt sich die Lebensdauer der beteiligten Systeme.[15]
- Durch den hohen Material- und Neutronenumsatz wird das Brennelement mechanisch sehr beansprucht.
- Bauartbedingt erfolgt die Erhitzung des Kerns nicht gleichmäßig, sondern in einer begrenzten Zone, welche die komplette Leistung des Reaktors erzeugt.
- Die geplante Natriumkühlung birgt ein inhärentes Sicherheitsrisiko. Daher ist zwischen dem Primärkreislauf und dem Wasser-Dampf-Kreislauf noch ein weiterer Natriumkreislauf zwischenzuschalten, damit im Fall einer Leckage nur nicht-radioaktives Natrium mit Wasser reagiert (siehe Brutreaktor).